# Maryna Litwinczuk
Maryna Wiktarauna Litwinczuk z domu Pautaran (biał. Марына Віктараўна Літвінчук (Паўтаран), ros. Марина Викторовна Литвинчук (Полторан), Marina Wiktorowna Litwinczuk (Połtoran); ur. 12 marca 1988 r. w Sotniczach koło Petrykowa) – białoruska kajakarka, dwukrotna medalistka igrzysk olimpijskich, pięciokrotna mistrzyni świata, sześciokrotna mistrzyni Europy, czterokrotna złota medalistka igrzysk europejskich.

## Kariera
W Mistrzostw Europy w 2009 roku w Brandenburgu wystartowała w jednoosobowej osadzie na trzech dystansach: na 200, 500 i 1000 metrów. Nie osiągnęła tam jednak większych sukcesów, zajmując odpowiednio 6., 9. i 6. miejsce.
Rok później na imprezie tej samej rangi na 200 metrów (w konkursie dwójek) zajęła 9. miejsce, jednak na dystansie 5000 metrów wywalczyła brązowy medal. W tym samym roku uczestniczyła w Mistrzostwach Świata, gdzie wystartowała w trzech konkurencjach. Indywidualnie brała udział w wyścigu na 5000 metrów, gdzie zdobyła srebrny medal. Z osadą K-4 na dystansie 5000 metrów nie zdołała Pautaran awansować do finału, a w finale B zajęła miejsce piąte. Startowała także w sztafecie jedynek 4x200 metrów, jednak białoruska drużyna zajęła 4. miejsce w biegu eliminacyjnym i nie wywalczyła awansu.
Prawdziwym sukcesem okazały się Mistrzostwa Europy w 2011 roku, które rozgrywane były w Belgradzie. Pautaran wzięła udział w trzech konkurencjach: K-1 na 5000 metrów, K-2 na 200 metrów oraz K-4 na 500 metrów. Wszystkie starty Białorusinki przyniosły jej medale – odpowiednio złoty, brązowy i kolejny złoty. Dwa miesiące później odbywały się Mistrzostwa Świata w Segedynie. Pautaran startowała w tych samych konkurencjach, co podczas czempionatu Europy. Na Węgrzech zdobyła brązowe medale w wyścigu K-1 na 5000 metrów oraz w wyścigu K-4 na 500 metrów. Na dystansie 200 metrów dwójek białoruska osada byłą piąta.
Na Mistrzostwach Europy w 2012 roku w Zagrzebiu Pautaran wywalczyła trzy srebrne medale – K-2 na 200 metrów, K-2 na 500 metrów i K-4 na 500 metrów. Podczas Igrzysk Olimpijskich w 2012 roku w Londynie Pautaran startowała na dystansie 500 metrów w osadach K-2 i K-4. W wyścigu dwójek Pautaran i Chudzienka wygrały finał B (zostały sklasyfikowane na 9. miejscu), natomiast wśród czwórek białoruska ekipa wywalczyła brązowy medal.
Rok później podczas mistrzostw świata w Duisburgu w czterech startach zdobyła brązowy medal. W rywalizacji czwórek na 500 metrów lepsze okazały się Węgierki i Niemki. Nie wzięła udziału w mistrzostwach Europy w Montemor-o-Velho.
W 2014 roku na mistrzostwach Europy w Brandenburg an der Havel zdobyła złoty medal na w dwójkach na 200 metrów i srebrny w jedynce na 5000 metrów. Kilka tygodni później podczas sierpniowych mistrzostw świata w Moskwie wzięła udział w czterech konkurencjach. Na dystansie 5000 metrów zajęła drugie miejsce, przegrywając z Amerykanką Louisą Sawers. Brązowe medale zdobyła razem z Marharytą Ciszkiewicz w zawodach dwójek na 200 metrów oraz w czwórce na 500 metrów.
W roku przedolimpijskim Maryna wystartowała w dwóch głównych imprezach. Podczas mistrzostw Europy zdominowała zawody, wygrywając na 5000 metrów oraz dwójki na 200 metrów i czwórki na pół kilometra. W mistrzostwach świata w Mediolanie zdobyła trzy złote medale w tych samych konkurencjach.
W sezonie olimpijskim przed poprzedzającymi igrzyska mistrzostwami Europy w Moskwie ponownie obroniła tytuł mistrzyni w jedynce na dystansie 5000 metrów. Razem z drużyną zdobyła srebrny medal na 500 metrów. W rywalizacji par zajęła trzecie miejsca na dystansach 200 i 500 metrów. Na rozegranych w Rio de Janeiro igrzyskach olimpijskich zdobyła swój drugi brązowy medal. Podobnie jak cztery lata temu zawody w czwórce na 500 metrów ukończyła na trzeciej pozycji. Na tej samej długości w dwójce była szósta, a w jedynce czwarta.
W 2017 roku nie przystąpiła do udziałów w większych zawodach.
Na mistrzostwach Europy w Belgradzie zdobyła srebrny medal w czwórce na 500 metrów, a pod koniec sierpnia w Montemor-o-Velho podczas mistrzostw świata zajęła drugie miejsce na najdłuższym rozgrywanym dystansie 5000 metrów.
W czerwcu 2019 roku podczas igrzysk europejskich w Mińsku zdobyła cztery medale. Złoto wywalczyła w jedynce na 5000 metrów oraz w dwójce na 500 metrów razem z Wolhą Chudzienką. Poza tym był druga w czwórce i trzecia w dwójce na 200 metrów z Wolhą. Dwa miesiące później zdobyła złote medale w dwójce na 200 i 500 metrów. Do tego dorzuciła srebro w czwórce i brąz w jedynce na 5000 metrów.

## Osiągnięcia
| Rok  | Zawody               | Miejsce                  | Konkurencja   | Pozycja     | Czas      |
| ---- | -------------------- | ------------------------ | ------------- | ----------- | --------- |
| 2006 | Mistrzostwa świata   | Segedyn                  | K-4 1000 m    | 9. miejsce  | 3:35,602  |
| 2006 | Mistrzostwa Europy   | Račice                   | K-2 1000 m    | 4. miejsce  | 3:38,968  |
| 2006 | Mistrzostwa Europy   | Račice                   | K-4 500 m     | 8. miejsce  | 1:38,298  |
| 2006 | Mistrzostwa Europy   | Račice                   | K-4 1000 m    | 5. miejsce  | 3:20,349  |
| 2007 | Mistrzostwa Europy   | Pontevedra               | K-1 200 m     | 7. miejsce  | 44,264    |
| 2007 | Mistrzostwa Europy   | Pontevedra               | K-2 1000 m    | 4. miejsce  | 3:55,914  |
| 2007 | Mistrzostwa Europy   | Pontevedra               | K-4 500 m     | 11. miejsce | Finał B   |
| 2007 | Mistrzostwa Europy   | Pontevedra               | K-4 1000 m    | 8. miejsce  | 3:40,738  |
| 2008 | Mistrzostwa Europy   | Mediolan                 | K-1 200 m     | 6. miejsce  | 43,167    |
| 2008 | Mistrzostwa Europy   | Mediolan                 | K-1 1000 m    | 5. miejsce  | 4:09,151  |
| 2008 | Mistrzostwa Europy   | Mediolan                 | K-2 200 m     | 7. miejsce  | 40,625    |
| 2009 | Mistrzostwa Europy   | Brandenburg an der Havel | K-1 200 m     | 6. miejsce  | 42,203    |
| 2009 | Mistrzostwa Europy   | Brandenburg an der Havel | K-1 500 m     | 9. miejsce  | 1:57.263  |
| 2009 | Mistrzostwa Europy   | Brandenburg an der Havel | K-1 1000 m    | 6. miejsce  | 4:00,376  |
| 2009 | Mistrzostwa świata   | Dartmouth                | K-1 200 m     | 13. miejsce | Finał B   |
| 2009 | Mistrzostwa świata   | Dartmouth                | K-1 500 m     | 21. miejsce | Finał C   |
| 2009 | Mistrzostwa świata   | Dartmouth                | K-1 1000 m    | 15. miejsce | Finał B   |
| 2010 | Mistrzostwa Europy   | Trasona                  | K-1 5000 m    | 3. miejsce  | 22:33,297 |
| 2010 | Mistrzostwa Europy   | Trasona                  | K-2 200 m     | 9. miejsce  | 39,437    |
| 2010 | Mistrzostwa świata   | Poznań                   | K-1 4 x 200 m | 11. miejsce | Finał B   |
| 2010 | Mistrzostwa świata   | Poznań                   | K-1 5000 m    | 2. miejsce  | 22:53,079 |
| 2010 | Mistrzostwa świata   | Poznań                   | K-4 500 m     | 14. miejsce | Finał B   |
| 2011 | Mistrzostwa Europy   | Belgrad                  | K-1 5000 m    | 1. miejsce  | 23:12,661 |
| 2011 | Mistrzostwa Europy   | Belgrad                  | K-2 200 m     | 3. miejsce  | 38,300    |
| 2011 | Mistrzostwa Europy   | Belgrad                  | K-4 500 m     | 1. miejsce  | 1:33,088  |
| 2011 | Mistrzostwa świata   | Segedyn                  | K-1 5000 m    | 3. miejsce  | 22:37,294 |
| 2011 | Mistrzostwa świata   | Segedyn                  | K-2 200 m     | 5. miejsce  | 38,921    |
| 2011 | Mistrzostwa świata   | Segedyn                  | K-4 500 m     | 3. miejsce  | 1:37,887  |
| 2012 | Mistrzostwa Europy   | Zagrzeb                  | K-2 200 m     | 2. miejsce  | 35,994    |
| 2012 | Mistrzostwa Europy   | Zagrzeb                  | K-2 500 m     | 2. miejsce  | 1:39,144  |
| 2012 | Mistrzostwa Europy   | Zagrzeb                  | K-4 500 m     | 2. miejsce  | 1:33,356  |
| 2012 | Igrzyska olimpijskie | Londyn                   | K-2 500 m     | 9. miejsce  | Finał B   |
| 2012 | Igrzyska olimpijskie | Londyn                   | K-4 500 m     | 3. miejsce  | 1:31,400  |
| 2013 | Mistrzostwa świata   | Duisburg                 | K-2 200 m     | 6. miejsce  | 38,897    |
| 2013 | Mistrzostwa świata   | Duisburg                 | K-2 500 m     | 5. miejsce  | 1:49,527  |
| 2013 | Mistrzostwa świata   | Duisburg                 | K-4 500 m     | 3. miejsce  | 1:33,642  |
| 2013 | Mistrzostwa świata   | Duisburg                 | K-4 4 x 200 m | 5. miejsce  | 2:53,671  |
| 2014 | Mistrzostwa Europy   | Brandenburg an der Havel | K-1 5000 m    | 2. miejsce  | 22:06,440 |
| 2014 | Mistrzostwa Europy   | Brandenburg an der Havel | K-2 200 m     | 1. miejsce  | 38,208    |
| 2014 | Mistrzostwa Europy   | Brandenburg an der Havel | K-2 500 m     | 7. miejsce  | 1:46,781  |
| 2014 | Mistrzostwa świata   | Moskwa                   | K-1 5000 m    | 2. miejsce  | 23:15,16  |
| 2014 | Mistrzostwa świata   | Moskwa                   | K-2 200 m     | 3. miejsce  | 36,22     |
| 2014 | Mistrzostwa świata   | Moskwa                   | K-2 500 m     | 4. miejsce  | 1:41,90   |
| 2014 | Mistrzostwa świata   | Moskwa                   | K-4 500 m     | 3. miejsce  | 1:29,59   |
| 2015 | Mistrzostwa Europy   | Račice                   | K-1 5000 m    | 1. miejsce  | 22:19,250 |
| 2015 | Mistrzostwa Europy   | Račice                   | K-2 200 m     | 1. miejsce  | 38,480    |
| 2015 | Mistrzostwa Europy   | Račice                   | K-2 500 m     | 4. miejsce  | 1:46,868  |
| 2015 | Mistrzostwa Europy   | Račice                   | K-4 500 m     | 1. miejsce  | 1:35,584  |
| 2015 | Mistrzostwa świata   | Mediolan                 | K-1 5000 m    | 1. miejsce  | 22:36,06  |
| 2015 | Mistrzostwa świata   | Mediolan                 | K-2 200 m     | 1. miejsce  | 38,477    |
| 2015 | Mistrzostwa świata   | Mediolan                 | K-2 500 m     | 10. miejsce | Finał B   |
| 2015 | Mistrzostwa świata   | Mediolan                 | K-4 500 m     | 1. miejsce  | 1:33,953  |
| 2016 | Mistrzostwa Europy   | Moskwa                   | K-1 5000 m    | 1. miejsce  | 22:23,45  |
| 2016 | Mistrzostwa Europy   | Moskwa                   | K-2 200 m     | 3. miejsce  | 38,448    |
| 2016 | Mistrzostwa Europy   | Moskwa                   | K-2 500 m     | 3. miejsce  | 1:43,564  |
| 2016 | Mistrzostwa Europy   | Moskwa                   | K-4 500 m     | 2. miejsce  | 1:31,380  |
| 2016 | Igrzyska olimpijskie | Rio de Janeiro           | K-1 500 m     | 4. miejsce  | 1:54,474  |
| 2016 | Igrzyska olimpijskie | Rio de Janeiro           | K-2 500 m     | 6. miejsce  | 1:46,967  |
| 2016 | Igrzyska olimpijskie | Rio de Janeiro           | K-4 500 m     | 3. miejsce  | 1:33,908  |
| 2018 | Mistrzostwa Europy   | Belgrad                  | K-2 200 m     | 7. miejsce  | 37,845    |
| 2018 | Mistrzostwa Europy   | Belgrad                  | K-4 500 m     | 2. miejsce  | 1:30,067  |
| 2018 | Mistrzostwa świata   | Montemor-o-Velho         | K-1 5000 m    | 2. miejsce  | 24:12,014 |
| 2018 | Mistrzostwa świata   | Montemor-o-Velho         | K-2 200 m     | 7. miejsce  | 37,794    |
| 2018 | Mistrzostwa świata   | Montemor-o-Velho         | K-4 500 m     | 4. miejsce  | 1:34,885  |
| 2019 | Igrzyska europejskie | Mińsk                    | K-1 5000 m    | 1. miejsce  | 24:52,258 |
| 2019 | Igrzyska europejskie | Mińsk                    | K-2 200 m     | 3. miejsce  | 45,073    |
| 2019 | Igrzyska europejskie | Mińsk                    | K-2 500 m     | 1. miejsce  | 1:40,888  |
| 2019 | Igrzyska europejskie | Mińsk                    | K-4 500 m     | 2. miejsce  | 1:41,654  |
| 2019 | Mistrzostwa świata   | Segedyn                  | K-1 5000 m    | 3. miejsce  | 22:04,08  |
| 2019 | Mistrzostwa świata   | Segedyn                  | K-2 200 m     | 1. miejsce  | 36,21     |
| 2019 | Mistrzostwa świata   | Segedyn                  | K-2 500 m     | 1. miejsce  | 1:42,55   |
| 2019 | Mistrzostwa świata   | Segedyn                  | K-4 500 m     | 2. miejsce  | 1:33,69   |